# Feichteralm
Die Feichteralm ist eine Alm in der Marktgemeinde Bad Hofgastein im österreichischen Bundesland Salzburg.

## Lage und Charakteristik
Die Feichteralm liegt an den östlichen Hängen des Wachtbergs in der Goldberggruppe. Sie befindet sich in der Ortschaft Breitenberg. und in der Katastralgemeinde Wieden. Sie ist dem Feichtergut in Wieden zugehörig.
Eine Almhütte steht auf einer Höhe von 1244 m ü. A. Südlich der Feichteralm fließt mit dem Breitenberger Mühlbach ein linksseitiger Nebenbach der Gasteiner Ache. Nordwestlich des Areals erstreckt sich die Gamswild-Ruhezone Hohe Scharte, die von 1. Dezember bis 31. Mai nicht betreten werden darf.

## Geschichte
Im von 1823 bis 1830 erstellten Franziszeischen Kataster sind im westlichen Bereich der Alm mehrere unbenannte Gebäude verzeichnet.